# Кольцово (Красноярский край)
Кольцово — село в Назаровском районе Красноярского края России. Входит в состав Степновского сельсовета.

## География
Село расположено в 60 км к югу от райцентра Назарово.

## Население
| 2010 |
| ---- |
| 443  |

Гендерный состав
По данным Всероссийской переписи населения 2010 года 220 мужчин и 223 женщины из 443 чел.